# 肯·格拉斯
肯·格拉斯（英語：Ken Glass，1913年7月24日—1961年1月17日），加拿大男子帆船运动员。他曾代表加拿大参加1932年夏季奥林匹克运动会帆船比赛，联同菲利普·罗杰斯、杰里·威尔逊和加德纳·博尔特比获得一枚铜牌。